# 流離的王妃
《流離的王妃》，原名：。记述溥杰与嵯峨浩之间故事的回忆录。由嵯峨浩於1980年代著作，於1984年出版。

## 影视
- 1960年電影《流転の王妃》制作完成。由京町子（京マチ子）主演。
- 1988年八集电视连续剧《爱新觉罗·浩》制作完成。
- 2003年日本朝日电视台为开播45周年所拍攝的纪念大戏《流转的王妃·最后的皇弟》